# Krendle

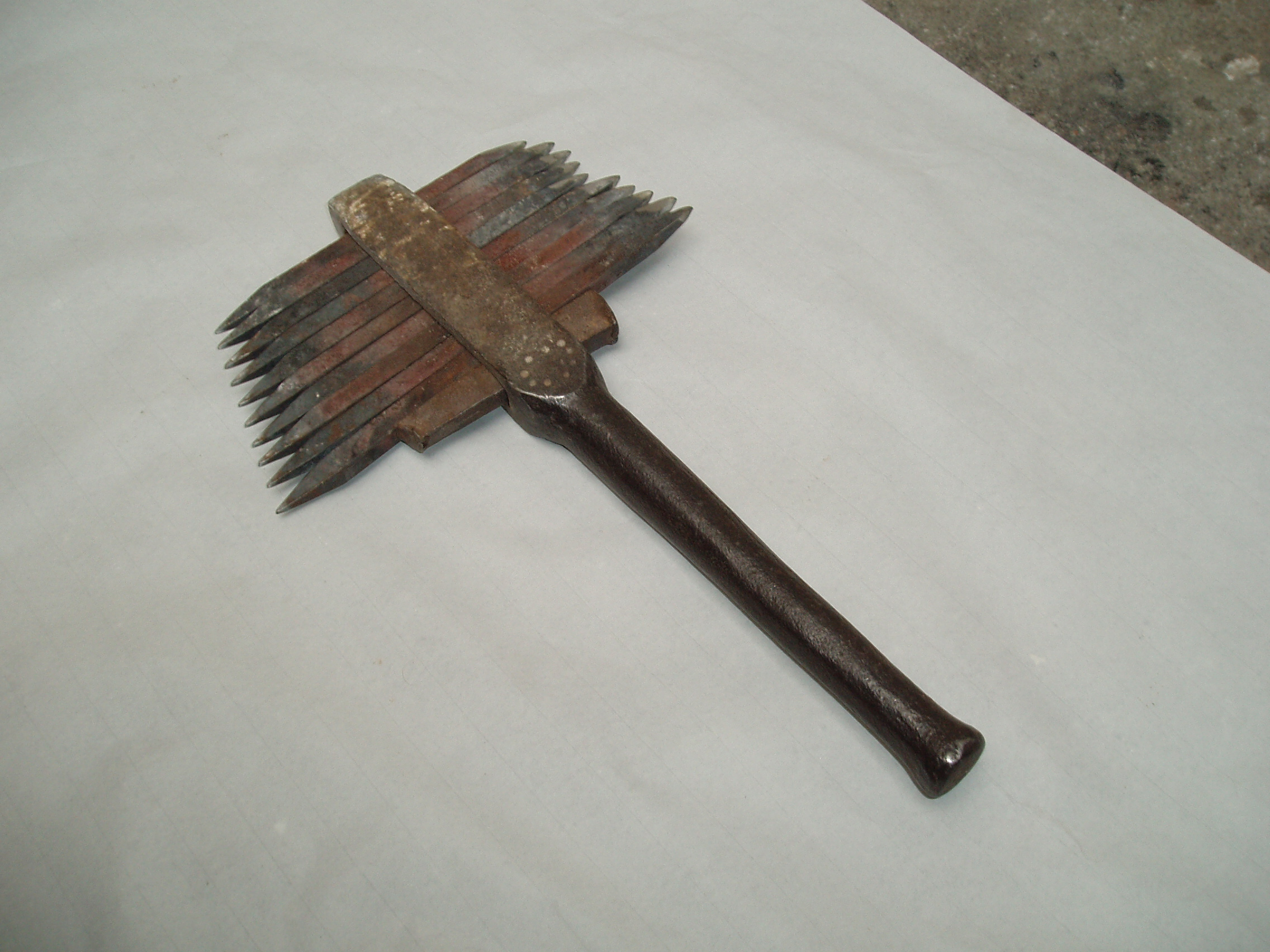
Krendle

Krendle je v dnešní době málo známý kamenický nástroj. Vypadá podobně jako palcát, ale je plochý. Je to vlastně asi 10 tenkých na plocho k sobě přisazených kamenických špic, srovnaných tak, aby špice byly do mírného oblouku, upevněných v ploché objímce, zakončené rukojetí.
Pracuje se s ním podobně jako se sekerou. Protože je tento nástroj kovový, práce s ním je fyzicky poměrně dost namáhavá, ale výsledkem je dobře srovnaná plocha, i vypouklá.
Nástroj je určen k opracování měkčích kamenů, jako je například pískovec či opuka, ke stejnoměrnému osekávání kamenných ploch, aniž by se uzavřel povrch kamene pro další opracování.